# Mujiaoshakua plana
Mujiaoshakua plana là một loài bướm đêm trong họ Geometridae.